# Droga wojewódzka 164
Die Droga wojewódzka 164 (DW 164) ist eine 11 Kilometer lange Droga wojewódzka (Woiwodschaftsstraße) in der polnischen Woiwodschaft Lebus, die Sarbinowo mit Dobiegniew verbindet. Die Straße liegt im Powiat Strzelecko-Drezdenecki.

## Straßenverlauf
Woiwodschaft Lebus, Powiat Strzelecko-Drezdenecki
-  Sarbinowo (Schüttenburg) (DW 161)
-  Dobiegniew (Woldenberg) (DW 174)